# Horațiu Moldovan
Horațiu Alexandru Moldovan (* 20. Januar 1998 in Cluj-Napoca) ist ein rumänischer Fußballtorhüter.

## Karriere

### Verein
Er begann seine Karriere bei CFR Cluj und wurde Anfang 2017 bis Februar 2018 an den FC Hermannstadt verliehen, wo er in dieser Zeit ein paar Mal zum Einsatz kam. Zur Saison 2018/19 folgte für die Hinrunde noch eine weitere Leihe zu ACS Viitorul. Mitte Februar 2019 wechselte er schließlich ablösefrei zu Ripensia Timișoara. Dort bekam er nun, weiterhin in der zweiten Liga, einen Stammplatz im Tor der Mannschaft bei Ligapartien. Bereits zur Spielzeit 2019/20 schaffte er dann mit seinem Wechsel zu Sepsi OSK Sfântu Gheorghe den Sprung in die erste Liga. Dort bekam er nie einen Einsatz und so kehrte er bereits Mitte Januar 2020 wieder zu Ripensia zurück. Sein nächster Anlauf, um in der ersten Liga Fuß zu fassen, folgte dann im August 2020, mit seinem Wechsel zu UTA Arad. Dort stand er in den ersten vier Ligapartien der Saison 2020/21 dann auch im Tor und sammelte so seine ersten Einsätze in der ersten Liga. Danach verblieb er aber stets auf der Bank und verließ so den Klub wieder Anfang 2021. Nun stand er beim FC Rapid Bukarest unter Vertrag, wo er mit dem Klub über die Playoffs zur Saison 2021/22 in die erste Liga aufstieg. In seiner ganzen Zeit hier fungierte er in der Liga als Stammtorhüter und schaffte es mit dem Klub immer die Klasse zu halten.
Ende Januar 2024 schloss er sich Atlético Madrid an und war dort als Ersatztorhüter im Kader. Ein halbes Jahr später wechselte Moldovan leihweise mit Kaufoption nach Italien in die Serie B zur US Sassuolo Calcio.

### Nationalmannschaft
Sein Debüt im Trikot der rumänischen A-Nationalmannschaft hatte er bei einer 1:2-Freundschaftsspielniederlage gegen Slowenien. am 17. November 2022.
Danach kam er ab dem dritten Spiel der Qualifikation für die Europameisterschaft 2024 über den Verlauf dieser Phase immer zum Einsatz.

## Erfolge
- Italienischer Zweitligameister: 2024/25